# Софієнь
Софієнь, Софієні (рум. Sofieni) — село у повіті Васлуй в Румунії. Входить до складу комуни Текута.
Село розташоване на відстані 304 км на північний схід від Бухареста, 35 км на північ від Васлуя, 23 км на південь від Ясс.

## Населення
За даними перепису населення 2002 року у селі проживали 88 осіб, усі — румуни. Усі жителі села рідною мовою назвали румунську.